# Clavecin scribe
Le clavecin scribe (cembalo scrivano en italien) est un des premiers modèles de machine à écrire, inventé par un avocat italien de Novare, Giuseppe Ravizza (1811 - 1885). C'est la machine à écrire la plus complète jusqu'à l'apparition de la Remington Mod.1 (1873), comprenant toutes les caractéristiques principales des machines à écrire ultérieures. Le nom dérive de la ressemblance avec les touches du clavecin.

## Histoire
En 1837, Ravizza, inspiré par le tachygraphe de l'ingénieur Pietro Conti de Cilavegna (1796 - 1856), une machine qui permet d'écrire au moyen de touches, commence à concevoir et à créer son clavecin à scribe, ainsi appelé parce qu'il se fonde sur le mécanisme du piano. Après quelques années, le 14 septembre 1855, avec le Certificat de droit de propriété industrielle de l'Office Central de Turin (vol. n. 103), il obtient le brevet de sa machine . Dans le brevet, il est décrit comme "clavecin scribe, c'est-à-dire machine à écrire à touches" ainsi que comme "clavier à 32 touches carrées, en deux lignes superposées, lettres au milieu et ponctuation sur les côtés" . Chaque clé correspondait à un marteau, et tous les marteaux étaient disposés en cercle. La machine dispose aussi d'un cadre porte-documents mobile, d'un ruban encreur (jusqu'alors un tampon servait à encrer les touches d'écriture), d'un dispositif de fixation de l'interligne et de la cloche indicatrice de fin de ligne . Composée de près de 600 pièces en bois et d'environ 100 en laiton, elle est lourde et peu maniable.
À cette époque, le quotidien turinois La Stampa publie un article sur l'ingénieur Giuseppe Ravizza et son invention. Il décrit son fonctionnement et ses avantages : 

« L’appareil de M. Ravizza est une petite machine, avec un clavier de faible dimension semblable à celui d’un clavecin, dont les touches indiquent toutes les lettres (classées par ordre alphabétique) ainsi que les signes de ponctuation. Taper sur ces touches à la suite permettra d’imprimer rapidement sur un papier quelconque dans la machine et les signes qui y seront correspondront aux touches tapées, avec les caractères, l’ordre et l’alignement propres à l’impression. 
Ce remplacement des moyens naturels par d'autres, mécaniques, dans un bureau où l'on écrit, sera source de grands avantages, car, comme dit savamment M. Ravizza, si l'invention de Guttemberg s'accompagna de la reproduction et de la multiplication d'écrits qui accélérèrent le progrès de la pensée humaine, même la production la plus brouillonne, jointe aux moyens mécaniques, donnera un résultat très abouti. 
Grâce au clavecin scribe, il y aura économie de temps, car l’utilisation du clavier, une fois la pratique acquise, produira le texte trois ou quatre fois plus rapidement que de manière manuscrite, économie d’énergie, puisqu’il est plus facile d’imiter les musiciens jouant d’un instrument à clavier avec leurs mains, sans gêner sa poitrine, sa vue ou ses bras, contraindre le stylo au labeur continu des lignes d’écriture, des virgules et des points, et nous acquerrons en outre les bénéfices de l’impression pour nos écrits : original ou copie, elle vaut toujours mieux que l’écriture ou la calligraphie. 
M. Ravizza nous avertit d’une autre utilité de sa machine, là où l’on veut utiliser le clavecin scribe dans les bureaux de télégraphe pour imprimer les lettres des dépêches à grande vitesse, les appareils sténographiques pourraient être remplacés par cette machine, qui produira des textes lisibles de tous. 
Enfin, l’usage d’un stylo est parfois rendu impossible ou difficile par certains cas de la vie humaine, comme en voyage ou en cas d’infirmité de la main droite, des yeux et de l’estomac. Le clavecin scribe aux lettres en relief sur les touches aidera l’infirme à écrire… »

— Article de La Stampa di Genova, 18??
Peu de temps après la publication de la nouvelle, le droit de priorité de l'invention fut revendiqué en faveur de Celestino Galli di Carrù ( 1803 – 1868 ), qui fut le premier à construire la machine, en 1831, l'appelant le Poténographe.
En 1856, le modèle no. 9 du clavecin scribe est présenté par Ravizza à la Commission pour l'exposition industrielle de Novare, accompagné d'un Mémoire du clavecin scribe et de l'écriture mécanique que Ravizza a rédigé. Le positionnement horizontal de la feuille ne permettant pas de lire immédiatement ce qui était écrit, elle fut surnommée Clavecin Scribe à écriture invisible. Les visiteurs de la commission ne manifestent pas d'intérêt pour l'invention, Ravizza obtient une seule médaille.
Ravizza construit seize modèles, jusqu'à ce qu'en 1881 il réussisse à fabriquer le clavecin à écriture visible, dans lequel il réussit à disposer la feuille de papier verticalement, permettant ainsi de lire l'écriture simultanément. Même ce dernier prototype est passé presque inaperçu, n'obtenant qu'une mention honorable à l' exposition de Milan de la même année.
Les différents prototypes, furent exposés à Novare (1856), Turin (1857), Florence (1861), Londres (1865) et Milan (1881), où Ravizza reçut diverses médailles de mérite en bronze et en argent.
Cependant, aucun des modèles créés par Ravizza n'a été produit industriellement, l'utilité de l'invention n'étant pas mesurée à l'époque. Quelques retours sur cette utilité furent positifs, d'autres, au contraire, qualifiaient la machine de "piano pour poupée". Le seul qui se figura l'utilité de l'invention fut l'Américain Christopher Latham Sholes ( 1819 - 1890) qui en 1867 construit un prototype pour l'ancienne usine d'armement Remington, qui, à partir de 1875, ajouta « la machine à écrire » à ses produits : le succès fut tel que des millions d'exemplaires furent construits en série .

## Brevet
- Ravizza cav. avv. Giuseppe di Novara, Fantoni Carlo e Co. di Genova, Macchina da scrivere a scrittura visibile, 15061, Ministero di Agricoltura, Industria e Commercio, 28 aprile 1883.